# Max Wolf (Politiker)
Max Wolf (* 3. Mai 1889 in Lindau; † nach 1954) war ein deutscher Landrat.

## Leben
Nach dem Abitur am Descartes-Gymnasium in Neuburg an der Donau studierte Max Wolf Rechtswissenschaften an der Ludwig-Maximilians-Universität München (dort Mitglied des Corps Palatia München), der Humboldt-Universität zu Berlin, der Friedrich-Schiller-Universität Jena und der Julius-Maximilians-Universität Würzburg. Nach seiner ersten juristischen Staatsprüfung wurde der Vorbereitungsdienst durch seinen Kriegseinsatz als Sanitäter unterbrochen. Sein zweites juristisches Staatsexamen (früher Staatskonkurs) absolvierte er 1918; danach kam er in das Bayerische Staatsministerium des Innern. Am 6. Februar 1920 promovierte er bei Professor Piloty in Würzburg mit der Dissertation  „Volksanträge und Volksabstimmungen“ zum Dr. jur. 1921 kam er als Bezirksamtmann zum Bezirksamt Lindau, wo er zum 1. Januar 1928 den Titel und Rang des Regierungsrats I. Klasse erhielt. Dort war er für zwei Monate der Vertreter des Verwaltungschefs. Am 20. Juni 1935 wurde er zum Bezirksvorstand (ab 1939 Landrat) des Bezirksamts Donauwörth ernannt, wo er bis zu seiner Abberufung in das bayerische Staatsministerium des Innern am 1. November 1937 blieb. Dort wurde er 1938 Oberregierungsrat und erhielt im Mai 1942 die Abordnung zum Reichsstatthalter in Salzburg.
Mit dem Ende des Zweiten Weltkrieges wurde er seiner Ämter enthoben und im Entnazifizierungsverfahren am 28. November 1947 durch die Spruchkammer als Mitläufer eingestuft.
Im Juni 1948 kam er als juristischer Beamter zum Landratsamt Pfarrkirchen und 1949 zur Regierung von Niederbayern; zum 1. Juni 1954 ging er als Oberregierungsrat in den Ruhestand.
In den Jahren von 1921 bis 1928 war Wolf Mitglied der Deutschnationalen Volkspartei; zum 1. Mai 1933 trat er in die NSDAP ein (Mitgliedsnummer 1.875.698).